# Liometopum occidentale
Liometopum occidentale är en myrart som beskrevs av Carlo Emery 1895. Liometopum occidentale ingår i släktet Liometopum och familjen myror. Inga underarter finns listade i Catalogue of Life.

## Bildgalleri

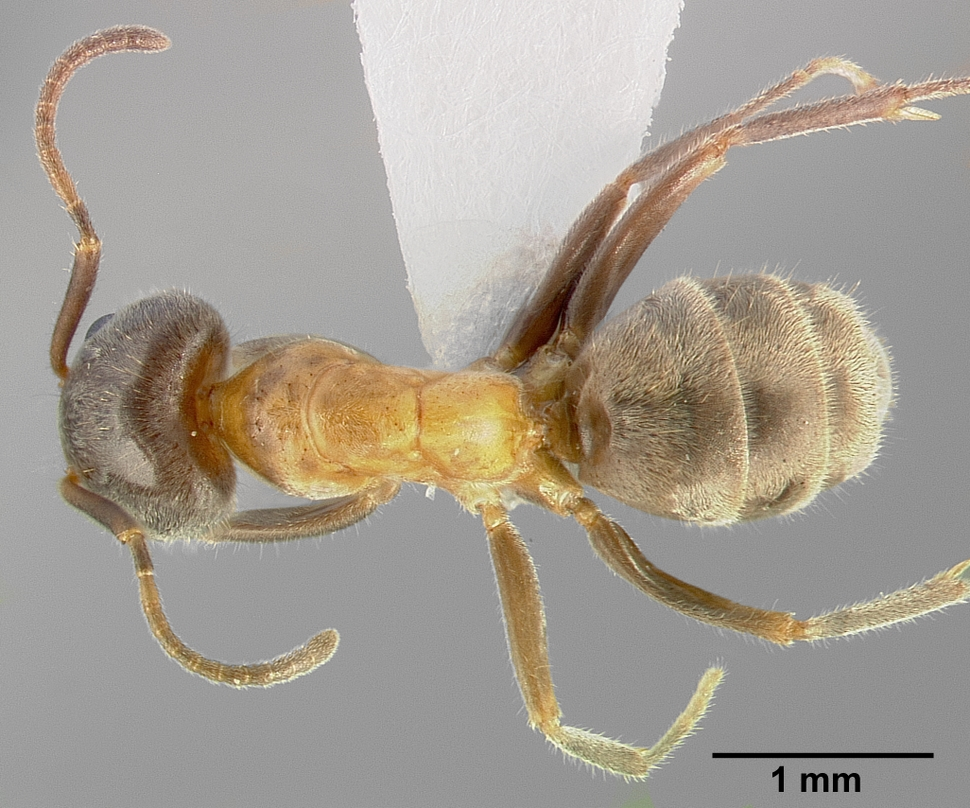
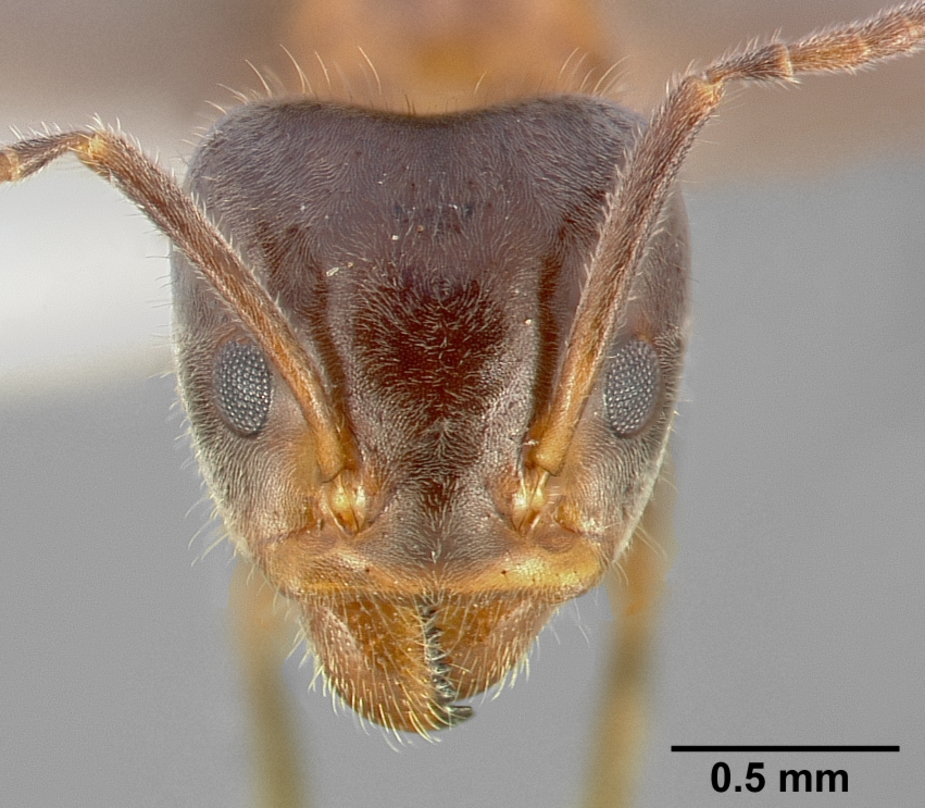
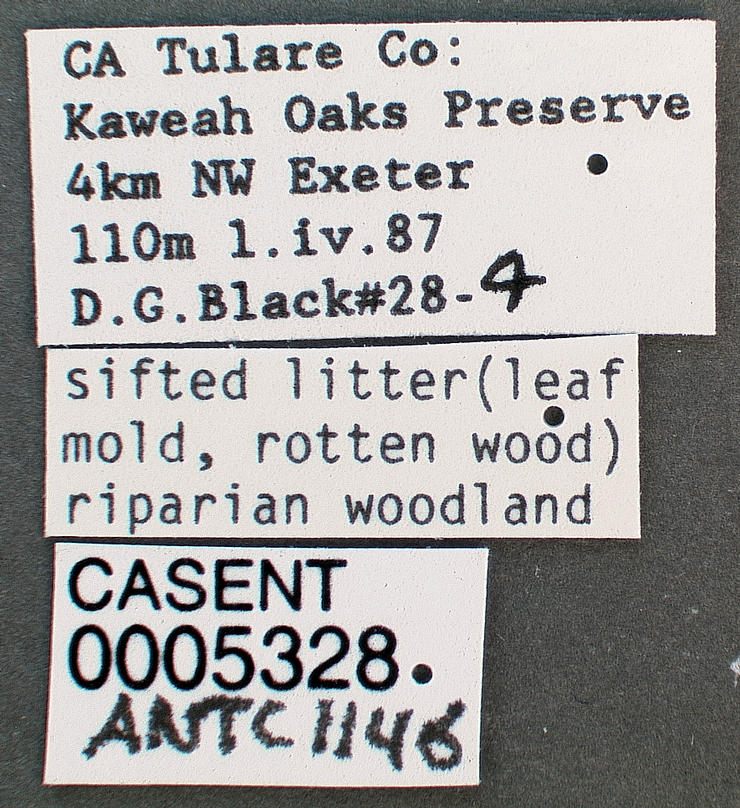
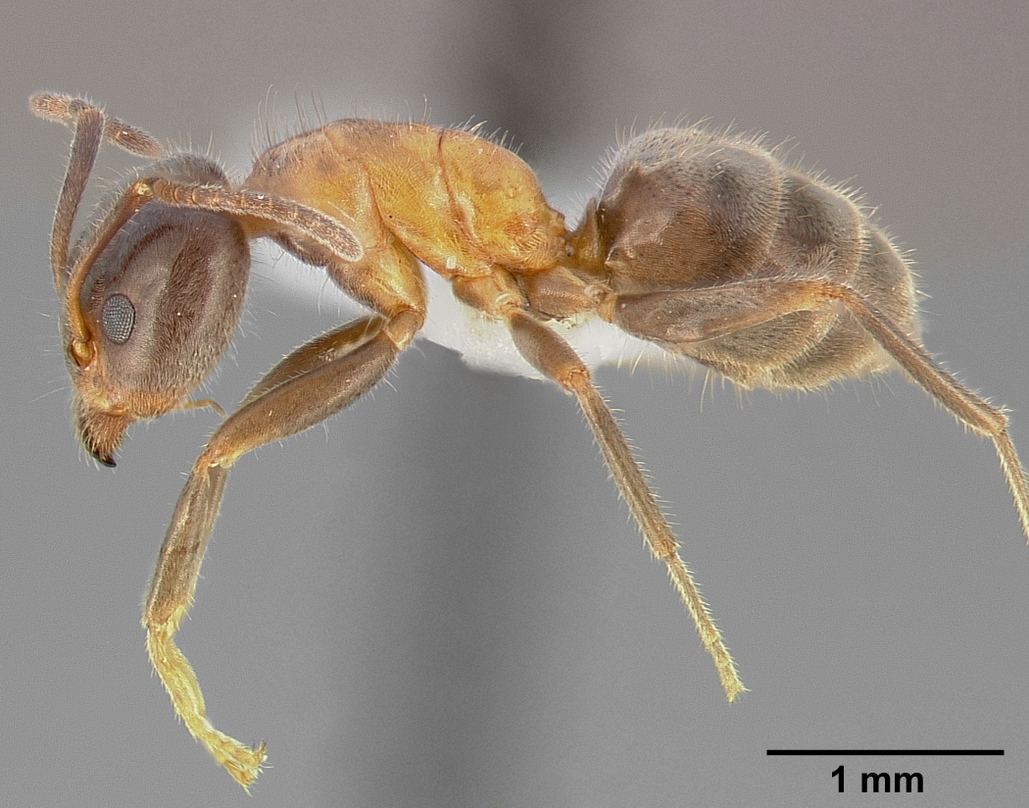
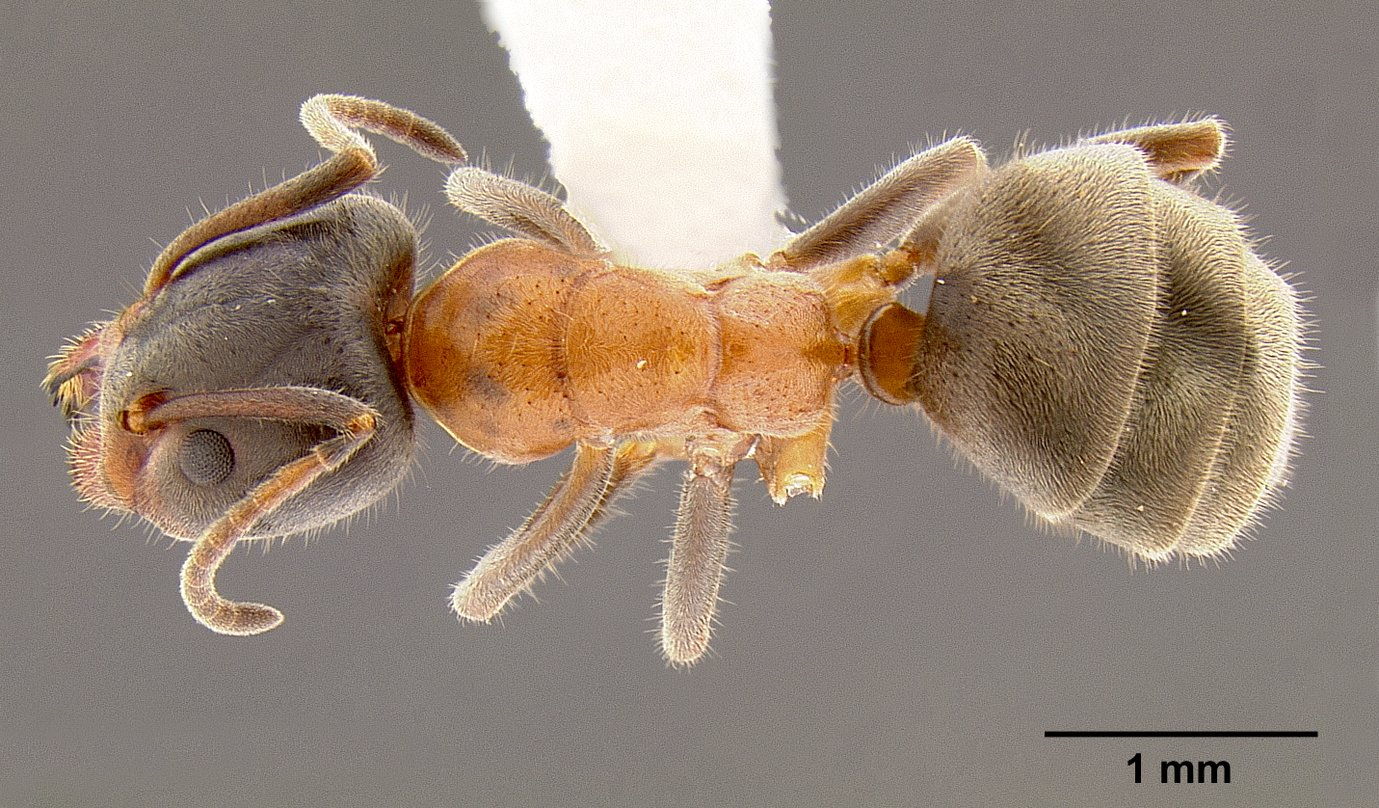
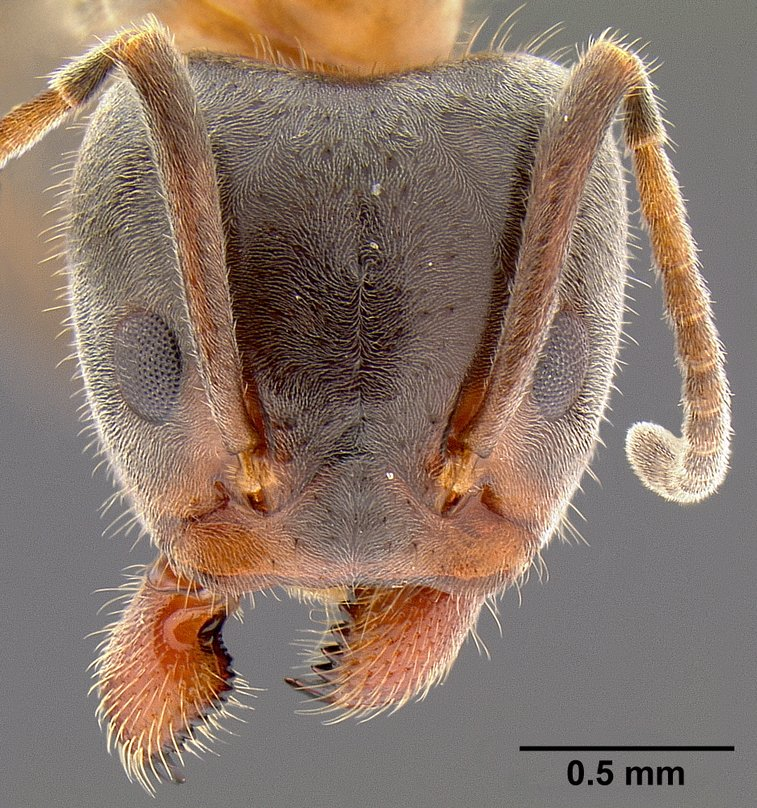